# Tom Moulton
Thomas Jerome Moulton ( /ˈmoʊltən/, MOHL-tən; Schenectady, 29 de novembro de 1940) é um produtor musical americano. Foi originador e criador do Remix; do vinil de formato 12 polegadas, conhecido como 12" single.

## Biografia e Carreira
Moulton nasceu em Schenectady, Nova York, Estados Unidos, como o mais velho de cinco filhos de pais que eram músicos de jazz . Ele trabalhou como modelo nas agências Bookings e Ford antes de iniciar sua carreira de produção. Antes disso, ele trabalhou na indústria da música, primeiro como garoto trabalhando meio período em lojas de discos, depois ocupando um cargo de vendas e promoção na King Records (de 1959 a 1961) e cargos similares na RCA e na United Artists. Ele finalmente saiu devido ao seu desgosto pela desonestidade da indústria. Sua carreira musical recomeçou no final dos anos 1960, com uma fita de canções sobrepostas criada pelo bar e restaurante Fire Island, The Sandpiper.
Ele foi responsável pelo primeiro álbum de mixagem contínua, no álbum de disco de Gloria Gaynor, Never Can Say Goodbye, o que lhe valeu o título de "pai da mixagem da disco". Entre alguns de seus outros sucessos na mixagem de músicas estão The Dirty Ol 'Man, do The Three Degrees, MFSB apresentando “The Love Is The Message”, do The Three Degrees, “Do It ('Til You're Satisfied)”, da BT Express. "Hell Disco" dos Trammps, "Do It Any Way You Want", do People's Choice, "More, More, More", de Andrea True, "Doctor Love", da First Choice, "Armed and Extremely" de Dangerous e o álbum de Claudja Barry, The Girl Most Likely.
Entre 1977 e 1979, ele produziu os três primeiros álbuns de Grace Jones, incluindo um dos maiores sucessos da cantora, sua versão de "La Vie En Rose", de Édith Piaf.
O trabalho inovador de Moulton foi homenageado na cerimônia de 2004 do Dance Music Hall of Fame em Nova York, quando ele foi indicado para suas realizações como um remixer. Ele é o arquivista oficial dos catálogos de música de Bethlehem Jazz e Salsoul e supervisionou toda a remasterização digital. No final de 2006, Moulton remixou o single de Brand New Heavies (com a participação de N'Dea Davenport ) "I Don't Know (Why I Love You)."
A Tom Moulton Mix foi usado como o título de uma compilação dos remixes de Moulton na Soul Jazz Records. A gravadora britânica Harmless Records lançou álbuns do trabalho de Moulton de faixas remixadas originalmente lançadas na Philadelphia International e outras gravadoras da Filadélfia, principalmente durante os anos 70.